# 34歳無職さん
『34歳無職さん』（34さいむしょくさん）は、いけだたかしによる日本の漫画作品。メディアファクトリーの月刊漫画雑誌『コミックフラッパー』にて、2011年6月号から2016年7月号まで連載。全100話。無職である34歳独身女性の何気ない日常生活を描いた作品。

## 登場人物
無職さん
本名不明。34歳で無職。勤めていた会社が倒産したことで失業、再就職先について当てはないわけでなかったが、本人曰く色々と思うところがあり、1年間は何もせずにいようと決め、無職生活を決めた。独身であるが、過去には結婚しており、元夫との間に娘が1人いることが判明している。読書が趣味らしく文庫本をよく読んでいる。
無職さんの元同僚
本名不明。無職さんと同じ職場で勤務していた女性の元同僚で、第9話にて初登場。目が細い。彼女たちの同僚だったコノエさん（漢字名は不明）が創業した会社で勤務しており、無職さんとは時々飲みに行く間柄。既婚者で子供がいる模様（第19話）。
無職さんや無職さんの友人に比べるとしっかり者で、しばしば愚痴をこぼす2人にツッコミを入れたりしている。
第99話にて第二子を妊娠し、第一子が病弱なこともあって育児に専念することを決意。無職さんに代わりに会社へ入ってくれるよう頼む。
最初は無職さんは断ったが、バイト先の本屋が倒産したのをきっかけに元同僚の会社に入ることを決めた。
無職さんの娘
無職さんとその夫との間に生まれた娘。氏名は不明。姑との関係がうまくいかない無職さんに手を挙げられたこともあったが、母親を慕っている。
ふたりでPre☆pureが好き。
無職さんの友人
本名不明。独身。無職さんと無職さんの元同僚の学生時代からの友人で、第57話にて初登場。
合コン・タバコ好きの大雑把な性格で、無職さんの家電製品のほとんどは彼女からのおさがり。
第99話にて無職さんに感化され、会社を辞める。

## 書誌情報
- いけだたかし『34歳無職さん』メディアファクトリー〈MFコミックス フラッパーシリーズ〉、全8巻
  1. 2012年2月29日発行（2012年2月23日発売）、ISBN 978-4-8401-4426-1
  2. 2012年11月30日発行（2012年11月22日発売）、 ISBN 978-4-8401-4756-9
  3. 2013年6月30日発行（2013年6月22日発売）、ISBN 978-4-8401-5072-9
  4. 2014年2月28日発行（2014年2月22日発売）、ISBN 978-4-04-066284-8
  5. 2014年9月30日発行（2014年9月23日発売）、ISBN 978-4-04-066856-7
  6. 2015年5月31日発行（2015年5月23日発売）、ISBN 978-4-04-067523-7
  7. 2016年1月31日発行（2016年1月23日発売）、ISBN 978-4-04-067882-5
  8. 2016年7月31日発行（2016年7月23日発売）、ISBN 978-4-04-067882-5
- いけだたかし『34歳無職さん』（廉価版）メディアファクトリー〈MFR〉、全3巻
  - ひとり暮らし満喫中　2017年2月23日発売、ISBN 978-4040685601
  - とりあえず現実逃避中　2017年2月23日発売、ISBN 978-4040691121
  - 次のステップを思案中　2017年3月23日発売、ISBN 978-4040691138